# Pascal Berenguer
Pascal Berenguer (ur. 20 maja 1981 w Marsylii) – francuski piłkarz występujący na pozycji pomocnika w Tours FC, dokąd jest wypożyczony z klubu AS Nancy.

## Kariera klubowa
Berenguer zawodową karierę rozpoczynał w 1999 roku w klubie SC Bastia. W Ligue 1 zadebiutował 12 października 1999 w wygranym 2:0 meczu z RC Lens. Był to jednocześnie jedyny mecz rozegrany przez Berenguera w drużynie Bastii. Latem 2001 roku został wypożyczony do drugoligowego FC Istres. W Ligue 2 pierwszy mecz zaliczył 8 września 2001 przeciwko AS Nancy (1:0). 9 listopada 2001 w przegranym 1:2 spotkaniu z Amiens SC strzelił pierwszego gola w trakcie gry w Ligue 2. W Istres Berenguer grał do końca sezonu 2002/2003.
Latem 2003 roku podpisał kontrakt z innym drugoligowym zespołem - AS Nancy. W jego barwach zadebiutował 2 sierpnia 2003 w zremisowanym 0:0 pojedynku z Le Havre AC. W 2005 roku awansował z klubem do Ligue 1. W 2006 roku zdobył z nim Puchar Ligi Francuskiej. 15 sierpnia 2007 w wygranym 2:0 meczu ze Stade Rennais strzelił Berenguer zdobył pierwszą bramkę w trakcie gry w Ligue 1.
3 września 2012 roku, przeszedł na zasadzie wypożyczenia do Tours FC.
| Sezon   | Klub             | Kraj    | Rozgrywki  | Mecze | Bramki | Rozgrywki Europy | Mecze | Bramki |
| ------- | ---------------- | ------- | ---------- | ----- | ------ | ---------------- | ----- | ------ |
| 1999/00 | SC Bastia        | Francja | Division 1 | 1     | 0      | -                | -     | -      |
| 2000/01 | SC Bastia        | Francja | Division 1 | 0     | 0      | -                | -     | -      |
| 2001/02 | FC Istres (wyp.) | Francja | Division 2 | 27    | 2      | -                | -     | -      |
| 2002/03 | FC Istres (wyp.) | Francja | Ligue 2    | 34    | 3      | -                | -     | -      |
| 2003/04 | AS Nancy         | Francja | Ligue 2    | 33    | 1      | -                | -     | -      |
| 2004/05 | AS Nancy         | Francja | Ligue 2    | 23    | 3      | -                | -     | -      |
| 2005/06 | AS Nancy         | Francja | Ligue 1    | 35    | 0      | -                | -     | -      |
| 2006/07 | AS Nancy         | Francja | Ligue 1    | 28    | 0      | Liga Europy UEFA | 8     | 3      |
| 2007/08 | AS Nancy         | Francja | Ligue 1    | 35    | 4      | -                | -     | -      |
| 2008/09 | AS Nancy         | Francja | Ligue 1    | 27    | 2      | Liga Europy UEFA | 5     | 1      |
| 2009/10 | AS Nancy         | Francja | Ligue 1    | 30    | 2      | -                | -     | -      |
| 2010/11 | AS Nancy         | Francja | Ligue 1    | 18    | 4      | -                | -     | -      |
| 2011/12 | AS Nancy         | Francja | Ligue 1    | 2     | 0      | -                | -     | -      |
| 2011/12 | RC Lens (wyp.)   | Francja | Ligue 2    | 23    | 1      | -                | -     | -      |
| 2012/13 | Tours FC (wyp.)  | Francja | Ligue 2    | 13    | 0      | -                | -     | -      |

Stan na: 10 stycznia 2013 r.